# Munida chathamensis
Munida chathamensis is een tienpotigensoort uit de familie van de Munididae. De wetenschappelijke naam van de soort is voor het eerst geldig gepubliceerd in 1974 door Baba.